# Nati nel 1919/Aprile
| Questa pagina contiene informazioni ricavate automaticamente dalle voci biografiche con l'ausilio del template Bio e di un bot. L'aggiornamento è periodico e automatico e ricostruisce completamente la pagina. Se manca una persona in questa lista, sei pregato di non aggiungerla, ma accertati piuttosto che la sua voce biografica contenga il template Bio e che i dati anagrafici siano correttamente compilati. Se il template Bio manca, inseriscilo tu stesso o, in alternativa, metti l'avviso {{tmp\|Bio}} che ne segnala la mancanza. Se i dati riportati sono sbagliati, correggi direttamente la voce biografica; le modifiche saranno visibili in questa lista entro pochi giorni. Per chiarimenti vedi il progetto biografie. La lista contiene solo le 113 persone che sono citate nell'enciclopedia e per le quali è stato implementato correttamente il template Bio. Pagina aggiornata al 18 ago 2025. |

- 1º aprile - Nicholas Henderson, diplomatico e scrittore inglese († 2009)
- 1º aprile - Jabr Muadi, politico israeliano († 2009)
- 1º aprile - Joseph Murray, chirurgo statunitense († 2012)
- 1º aprile - Antonio Toledo Corro, politico messicano († 2018)
- 2 aprile - Delfo Cabrera, maratoneta argentino († 1981)
- 2 aprile - Roger Mucchielli, psicologo francese († 1981)
- 2 aprile - Hans Stam, pallanuotista olandese († 1996)
- 2 aprile - Edoardo Succhielli, partigiano italiano († 2018)
- 3 aprile - Antonio Dalmonte, calciatore italiano († 2015)
- 3 aprile - Ervin Drake, paroliere statunitense († 2015)
- 3 aprile - Hugh FitzRoy, XI duca di Grafton, nobile britannico († 2011)
- 3 aprile - Vasilij Kolpakov, cestista sovietico († 1983)
- 3 aprile - Myles McKeon, vescovo cattolico irlandese († 2016)
- 3 aprile - Carlos Muñoz Arosa, attore spagnolo († 2005)
- 5 aprile - Lester James Peries, regista cingalese († 2018)
- 5 aprile - Sergij Vilfan, storico sloveno († 1996)
- 6 aprile - Richard Macy Noyes, chimico e fisico statunitense († 1997)
- 6 aprile - Fred E. Young, biblista e traduttore statunitense († 2005)
- 7 aprile - Aldo Campatelli, calciatore e allenatore di calcio italiano († 1984)
- 7 aprile - Julio Coll, regista e sceneggiatore spagnolo († 1993)
- 7 aprile - Gustavo Fiorini, calciatore e allenatore di calcio italiano
- 7 aprile - André Héléna, scrittore francese († 1972)
- 7 aprile - Edoardo Mangiarotti, schermidore e dirigente sportivo italiano († 2012)
- 8 aprile - Tommy Cheadle, calciatore inglese († 1993)
- 8 aprile - Achille Fould, bobbista francese († 1950)
- 8 aprile - Ian Smith, politico rhodesiano († 2007)
- 9 aprile - Presper Eckert, ingegnere statunitense († 1995)
- 9 aprile - Ali Hojjat Kashani, generale e politico iraniano († 1979)
- 9 aprile - Ottavio Rizza, politico italiano († 2012)
- 10 aprile - Giovanni Rinaldo Coronas, poliziotto italiano († 2008)
- 10 aprile - John Houbolt, ingegnere statunitense († 2014)
- 10 aprile - Sandy Siegelstein, musicista statunitense († 2013)
- 10 aprile - Ans Timmermans, nuotatrice olandese († 1958)
- 11 aprile - Albertina Berkenbrock, brasiliana († 1931)
- 12 aprile - István Anhalt, compositore ungherese († 2012)
- 12 aprile - Billy Vaughn, cantante, polistrumentista e direttore d'orchestra statunitense († 1991)
- 13 aprile - Cleo Balbo, schermitrice e mezzofondista italiana († 1984)
- 13 aprile - René Gallice, calciatore francese († 1999)
- 13 aprile - Tony Kappen, cestista statunitense († 1993)
- 13 aprile - Howard Keel, cantante e attore statunitense († 2004)
- 13 aprile - Madalyn Murray O'Hair, attivista statunitense († 1995)
- 14 aprile - Adriano Bolzoni, regista, sceneggiatore e giornalista italiano († 2005)
- 14 aprile - Giulio Giovanardi, ingegnere italiano († 2004)
- 14 aprile - Raúl Primatesta, cardinale e arcivescovo cattolico argentino († 2006)
- 15 aprile - Alberto Breccia, fumettista uruguaiano († 1993)
- 15 aprile - Emyr Humphreys, scrittore britannico († 2020)
- 15 aprile - Franjo Kuharić, cardinale e arcivescovo cattolico croato († 2002)
- 15 aprile - Howie McCarty, cestista statunitense († 2000)
- 15 aprile - Vittorio Nisticò, giornalista e saggista italiano († 2009)
- 15 aprile - Aat de Roos, hockeista su prato olandese († 1992)
- 16 aprile - Clara Bimbocci, ginnasta italiana († 2006)
- 16 aprile - Merce Cunningham, danzatore e coreografo statunitense († 2009)
- 16 aprile - Nilla Pizzi, cantante e attrice italiana († 2011)
- 17 aprile - Osvaldo Dorticós Torrado, politico cubano († 1983)
- 17 aprile - Chavela Vargas, cantante costaricana († 2012)
- 17 aprile - Aldo Marelli, calciatore italiano († 2010)
- 17 aprile - Juan Rodolfo Wilcock, poeta, scrittore e critico letterario argentino († 1978)
- 18 aprile - Stanisław Gucwa, politico e economista polacco († 1994)
- 18 aprile - Virginia O'Brien, attrice e cantante statunitense († 2001)
- 18 aprile - John Taras, danzatore e coreografo statunitense († 2004)
- 19 aprile - Harold Bergman, attore e stuntman statunitense († 2019)
- 19 aprile - Ludwig Gärtner, calciatore tedesco († 1995)
- 19 aprile - Gloria Marín, attrice messicana († 1983)
- 21 aprile - Chino Alessi, giornalista e scrittore italiano († 1996)
- 21 aprile - Edmond Bernhard, regista e sceneggiatore belga († 2001)
- 21 aprile - André Bettencourt, politico francese († 2007)
- 21 aprile - Don Cornell, cantante statunitense († 2004)
- 21 aprile - Roberto D'Alessandro, calciatore argentino († 1959)
- 21 aprile - Licio Gelli, faccendiere italiano († 2015)
- 21 aprile - Lino Pasquali, imprenditore e agronomo italiano († 2006)
- 21 aprile - Rosario Sánchez Mora, politica spagnola († 2008)
- 21 aprile - Calogero Traina, politico italiano († 2001)
- 22 aprile - Donald James Cram, chimico statunitense († 2001)
- 22 aprile - Antonio Nirta, mafioso italiano († 2015)
- 22 aprile - Marty Passaglia, cestista e allenatore di pallacanestro statunitense († 2004)
- 23 aprile - Trento Cionini, incisore italiano († 2005)
- 23 aprile - Geoff Coombes, calciatore statunitense († 1995)
- 23 aprile - Epifanio Fernández Berridi, calciatore spagnolo († 1977)
- 23 aprile - Bruno Gramaglia, calciatore italiano († 2005)
- 23 aprile - Ellen Lundström, ballerina e coreografa svedese († 2007)
- 23 aprile - Anne Buydens, filantropa, produttrice cinematografica e attrice statunitense († 2021)
- 23 aprile - Yoshitarō Nomura, regista giapponese († 2005)
- 23 aprile - Oleg Vladimirovič Pen'kovskij, agente segreto sovietico († 1963)
- 23 aprile - Maria Pucci, politica italiana († 1996)
- 23 aprile - Silja Walter, poetessa e religiosa svizzera († 2011)
- 24 aprile - David Blackwell, statistico statunitense († 2010)
- 24 aprile - Eriberto Braglia, calciatore italiano († 1940)
- 24 aprile - Hugh Cholmondeley, VI marchese di Cholmondeley, nobile inglese († 1990)
- 24 aprile - Angelo Copeta, pilota motociclistico italiano († 1980)
- 24 aprile - Lucy Griffiths, attrice britannica († 1982)
- 24 aprile - Glafkos Klerides, politico cipriota († 2013)
- 24 aprile - César Manrique, artista e architetto spagnolo († 1992)
- 24 aprile - Eric Marques, pentatleta brasiliano († 1976)
- 24 aprile - Yi Hae-won, principessa coreana († 2020)
- 25 aprile - Finn Helgesen, pattinatore di velocità su ghiaccio norvegese († 2011)
- 25 aprile - Alexander Martinek, calciatore tedesco († 1944)
- 25 aprile - Herminio Olinto de Carvalho, allenatore di calcio e calciatore brasiliano († 1994)
- 26 aprile - Jürgen Wittenstein, medico tedesco († 2015)
- 26 aprile - Adriana Zarri, teologa, giornalista e scrittrice italiana († 2010)
- 27 aprile - Laura Pestellini, attrice italiana († 2010)
- 28 aprile - Vittorio Bonicelli, sceneggiatore e critico cinematografico italiano († 1994)
- 28 aprile - Vittorio Gandolfi, architetto e urbanista italiano († 1999)
- 28 aprile - Boris Gojchman, pallanuotista sovietico († 2005)
- 28 aprile - Franco Rossi, regista, sceneggiatore e direttore del doppiaggio italiano († 2000)
- 28 aprile - Kurt Wires, canoista finlandese († 1992)
- 28 aprile - Piero Zuffi, scenografo italiano († 2006)
- 29 aprile - Aždar Ibragimov, regista sovietico († 1993)
- 29 aprile - Gérard Oury, regista, attore e sceneggiatore francese († 2006)
- 29 aprile - Alla Rakha, musicista indiano († 2000)
- 29 aprile - Giacinto Rizzolio, partigiano e militare italiano († 1944)
- 29 aprile - Peter Tompkins, agente segreto, saggista e scrittore statunitense († 2007)
- 30 aprile - Johnny Hancocks, allenatore di calcio e calciatore inglese († 1994)
- 30 aprile - Guido Venegoni, politico, sindacalista e partigiano italiano († 1987)